# Зейналов, Зейнал Аббас оглы
Зейна́л Аббас оглы Зейна́лов (азерб. Zeynalov Zeynal Abbas oğlu; 6 декабря 1979, Баку, Азербайджанская ССР, СССР) — азербайджанский футболист. Амплуа — полузащитник. Выступал за сборную Азербайджана по футболу и сборную Азербайджана по пляжному футболу.

## Клубная карьера
В высшей лиге чемпионата Азербайджана по футболу дебютировал в сезоне 1997/98 в составе клуба Бакы Фехлеси. Участвовал в 2-х матчах.
С сезона 1999/00 играл за Динамо (Баку).
В 2004 перешёл в клуб «МКТ-Араз» (Имишли). В новом клубе провел 3 сезона, в сезоне 2006/07 был капитаном команды. Из-за конфликта с главным тренером команды Игорем Наконечным покинул команду и подписал годичный контракт с «Нефтчи» (Баку). Однако за бакинцев сыграл только 1 матч и уже зимний перерыв сезона 2007/08 перешёл в «Карван» (Евлах).
В 2008 играл за «Мугань» (Сальяны). По окончании первого круга (30 ноября 2008 года) XII чемпионата Азербайджана по футболу, Зейнал Зейналов был выставлен на трансфер клубом «Мугань» (Сальяны) и в итоге перешёл в бакинский клуб «Стандард». В бакинском клубе провел 2 сезона, после чего полностью сосредоточился на футзале.

## Сборная Азербайджана по футболу
В 2003—2008 вызывался в сборную Азербайджана. За это время в 13 играх отметился 1 голом — забил мяч в ворота сборной Бахрейна в товарищеском матче, проведённом 15 октября 2008 года в Манаме (2:1).

## Сборная Азербайджана по пляжному футболу
Был призван в состав сборной Азербайджана по пляжному футболу на учебно-тренировочные сборы, которые команда провела с 10 по 17 апреля 2009 года в Баку.

## Достижения
- Финалист Кубка Азербайджана по футболу: 2006/07